# Alexandria de pe Hyphasis
Alexandria de pe Hyphasis, sau mai scurt Alexandria Hyphasis sau doar Alexandria, a fost numele unei fortărețe construită pe malul vestic al râului Hyphasis (din India de azi), construit de Alexandru cel Mare în timpul campaniei sale indiene pe data de 31 august 326 î.Hr., în apropierea Amritsarului de astăzi (în Punjab). A fost doar unul dintre multele colonii întemeiate de acesta și numite după sine însuși. 